# Округ Терстон (Небраска)
Терстон (енгл. Thurston County) је округ у америчкој савезној држави Небраска.

## Демографија
По попису из 2010. године број становника је 6.940, што је 231 (-3,2%) становника мање него 2000. године.
| Група             | 2000.         | 2010.         |
| Белци             | 3.262 (45,5%) | 2.739 (39,5%) |
| Афроамериканци    | 11 (0,2%)     | 17 (0,2%)     |
| Азијати           | 4 (0,1%)      | 6 (0,1%)      |
| Хиспаноамериканци | 174 (2,4%)    | 190 (2,7%)    |
| Укупно            | 7.171         | 6.940         |